# 無記相応
「無記相応」（むきそうおう、巴: Avyākata-saṃyutta, アヴィヤーカタ・サンユッタ）とは、パーリ仏典経蔵相応部に収録されている第44相応。「無記説相応」（むきせつそうおう）とも。

## 構成
全11経から成る。
1. Khemā-sutta
2. Anurādha-sutta
3. Paṭhama-sāriputta-koṭṭhika-sutta
4. Dutiya-sāriputta-koṭṭhika-sutta
5. Tatiya-sāriputta-koṭṭhika-sutta
6. Catuttha-sāriputta-koṭṭhika-sutta
7. Moggallāna-sutta
8. Vacchagotta-sutta
9. Kutūhalasālā-sutta
10. アーナンダ経（Ānanda-sutta）
11. Sabhiyakaccāna-sutta

## アーナンダ経
第10経：アーナンダ経。
あるとき釈迦は、ヴァッチャゴッタ姓の遊行者に「我(attā)はあるか？」と聞かれ、また「我はないのか？」と問われたが、どちらにも釈迦は回答しなかった（無記）。このやり取りを見ていたアーナンダに、なぜ回答しなかったかを問われ、釈迦は答えた。

Ahañca ānanda vacchagottassa paribbājakassa atthattāti puṭṭho samāno atthattāti vyākareyyaṃ, ye te ānanda samaṇabrāhmaṇā sassatavādā, tesametaṃ laddhi abhavissa. 

Ahañca ānanda vacchagottassa paribbājakassa natthattāti puṭṭho samāno natthattāti vyākareyyaṃ. Ye te ānanda samaṇabrāhmaṇā ucchedavādā, tesametaṃ laddhi abhavissa.

アーナンダよ、もし私がヴァッチャゴッタ遊行者に「我は存在するか」と問われ、「我は存在する」と答えたならば、

アーナンダよ、それは常住論者（sassatavādā）を説く沙門バラモンと同ずることになるだろう。

アーナンダよ、もし私がヴァッチャゴッタ遊行者に「我は存在しないのか」と問われ、「我は存在しない」と答えたならば、

アーナンダよ、それは断滅論者（ucchedavādāa）を説く沙門バラモンと同ずることになるだろう。
—パーリ仏典, 無記相応, Sri Lanka Tripitaka Project

## 日本語訳
- 『南伝大蔵経・経蔵・相応部経典5』（第16巻上） 大蔵出版
- 『原始仏典II 相応部経典4』 中村元監修 春秋社